# 土田龍司
土田 龍司（つちだ りゅうし、1952年5月2日 - 2017年?） は、日本の政治家。衆議院議員（2期）。

## 経歴
熊本県出身。法政大学法学部卒業。
横浜市議会議員（リクルート事件で辞職した松村千賀雄）秘書などを経て、1993年に行われた第40回衆議院議員総選挙に新生党公認で旧神奈川4区から出馬し、初当選。1996年に行われた第41回衆議院議員総選挙では新進党公認で神奈川6区から出馬し落選。新進党解党後は自由党入りし、自由党神奈川県連代表代行を務める。2000年の第42回衆議院議員総選挙では小選挙区では落選したものの比例復活当選。
議員在任中は経済産業委員会理事などを務めた。
2003年の民由合併に伴う候補者調整に伴い、選挙区を神奈川13区へと国替えし、2003年、2005年の衆議院選挙に出馬するも比例復活できず落選。後継候補は橘秀徳。
その後、大学講師や民間企業顧問などをしていた。2011年「ヨコハマ維新の会」を結成し、同年4月横浜市議会議員選挙（旭区、定数6）に出馬したが、落選。
実業家の三浦純健（土田の秘書を経験）は自身のブログで2017年頃に土田が脳梗塞で亡くなり、通夜へ行ったことを記している。